# Europæisk føderalisme
Europæisk føderalisme er et politisk ønske om, at de europæiske lande går sammen og danner én stor føderal stat. På nuværende tidspunkt er dette delvist realiseret i form af Den Europæiske Union.
Føderalisme kan evt. motiveres af en form for europæisk nationalisme.

## Udvalgte organisationer
De følgende organisationer går ind for dannelsen af en europæisk føderation:
- Europabevægelsen
- JEF
  - Europæisk Ungdom
- Det Europæiske Føderalistparti

| Politik | Spire Denne artikel om politik og ideologi er en spire som bør udbygges. Du er velkommen til at hjælpe Wikipedia ved at udvide den. |